# Voy a bailar a la nave del olvido
«Voy a bailar a la nave del olvido» es una canción de country de La Renga, banda de argentina de rock and roll. Fue compuesta por su vocalista y guitarrista, Gustavo Chizzo Nápoli, y es la número cinco del álbum debut de la banda, Esquivando charcos. En vivo suele tocarse en una versión rock and roll y no en su género original.

## Temática
Gustavo Nápoli contó en una entrevista radial que "La nave del olvido" era el nombre de una pequeña discoteca (que a su vez tomó su nombre de la canción La nave del olvido, un bolero de Dino Ramos popularizado por José José) que se ubicaba en los años 1980 en las cercanías de la villa 1-11-14, sobre la Avenida Perito Moreno, en el barrio de Nueva Pompeya de la ciudad de Buenos Aires. Gustavo tomaba el colectivo de la línea 46 en el barrio de Mataderos (donde se crio y aún vive) para ir a estudiar, en el turno de la noche, a una escuela secundaria ubicada en el barrio de Barracas, de manera que el lugar quedaba en el camino, y, sin saber de qué se trataba, llamó su atención debido a su aspecto precario pero extravagante, por lo que una noche concurrió y descubrió que era una discoteca. La canción describe el ambiente marginal de dicha discoteca y la gente que lo frecuentaba, mucha de ella proveniente de la villa de emergencia cercana.

## Créditos
- Gustavo Chizzo Nápoli: Voz y guitarra.

## Otras versiones
- Versión en vivo grabada en el Estadio Obras Sanitarias (Bailando en una pata, 1995).
- Versión en vivo grabada en el Estadio Tomás Adolfo Ducó (En el ojo del huracán, 2006).

## En la cultura popular
- Este tema aparece en el capítulo "Silvia, celosa" de la segunda temporada de Mujeres asesinas (2006).

## Categorías
- Categoría:Canciones de 1991
- Categoría:Canciones de La Renga
- Categoría:Canciones de rock de Argentina
- Categoría:Canciones en español